# Assassinat d'Olof Palme
L'assassinat d'Olof Palme est un assassinat non élucidé ayant visé le Premier ministre de Suède Olof Palme et survenu le vendredi 28 février 1986, à 23 h 21, au croisement des rues Sveavägen et Tunnelgatan (en), dans le centre de Stockholm.
L'affaire marque profondément la société suédoise et continue à ce jour à faire l'objet de nombreuses spéculations. L'hypothèse d'un complot impliquant possiblement le Parti des Travailleurs du Kurdistan (PKK), les services secrets d'Afrique du Sud ou bien encore l'extrême droite suédoise a été évoquée, sans pour autant être étayée par des arguments probants. Des interrogations subsistent également quant au comportement de la police suédoise le soir de l'assassinat.
En décembre 1988, un certain Christer Pettersson est arrêté en raison d'un faisceau d'indices prouvant sa présence sur les lieux au moment du crime. Il est reconnu coupable en juillet 1989 et condamné à l'emprisonnement à perpétuité mais finalement relaxé en appel, bien que la veuve du Premier ministre l'ait identifié comme l'assassin. L'enquête, l'une des plus vastes au monde, reste cependant ouverte mais sans permettre d'avancée majeure.  
Le 10 juin 2020, le procureur général Krister Petersson indique que tout pointe vers la culpabilité d'un certain Stig Engström, décédé en 2000 et dont le cas avait été écarté à l'époque par la police. L'homme, qui détestait Olof Palme, travaillait à proximité du lieu du crime et aurait agi par opportunité. L'affaire est donc close après trente-quatre ans d'enquête, sans que la culpabilité du suspect ne puisse être appuyée par des preuves matérielles. L'arme du crime n'a à ce jour jamais été retrouvée.

## Contexte
Né le 30 janvier 1927 à Stockholm, Olof Palme dirige le Parti social-démocrate suédois des travailleurs depuis 1969. Après une première période en tant que Premier Ministre de 1969 à 1976, il revient au pouvoir à la suite des élections parlementaires de 1982.

Connu pour ses positions de gauche affirmées, Palme est un homme politique clivant dans la société suédoise. Sa critique virulente du colonialisme et de l'impérialisme ainsi que son engagement pour la paix lui ont valu d'acquérir une stature internationale. Il défend notamment une position non alignée face aux États-Unis et à l'Union Soviétique, et critique violemment le régime d'Apartheid en Afrique du Sud.

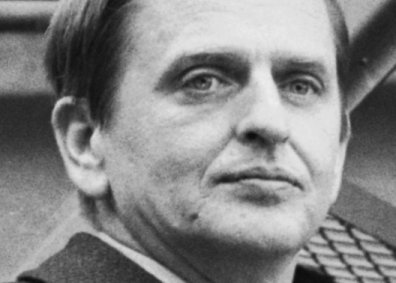
Olof Palme au début des années 1970.

Dans les années 1980, la Suède est réputée pour sa vie politique apaisée. Le pays n'a pas connu d'assassinat politique depuis deux siècles. Olof Palme lui-même, souhaitant s'afficher comme un citoyen normal, a l'habitude de sortir dans la rue sans gardes du corps car il s'estime en sécurité.

## Déroulement des événements
Le soir du 28 février 1986, Olof Palme et son épouse Lisbet rentrent chez eux à pied après être allés au cinéma Grand dans le centre de Stockholm, sans gardes du corps. Ils viennent d'assister à une projection du film Bröderna Mozart. À 23 h 21, au croisement des rues Sveavägen et Tunnelgatan, Olof Palme est mortellement blessé d'une balle dans le dos, et Lisbet Palme est blessée d'une balle de revolver tirée à bout portant par un homme qui quitte rapidement les lieux. Olof Palme décède immédiatement, mais est conduit à l'hôpital de Sabbatsberg où il est déclaré mort à 00 h 06. Lisbet Palme s'en sort avec des blessures légères.

### La journée du crime
La sortie au cinéma est décidée peu de temps à l'avance et est évoquée pour la première fois par Lisbet Palme sur son lieu de travail l'après-midi du 28 février. Elle discute ensuite du choix du cinéma Grand avec la petite amie de son fils au cours d'une conversation téléphonique qui a lieu vers 17 heures. Olof Palme, qui avait plus tôt dans l'après-midi donné congé à ses gardes du corps, n'est informé du projet qu'à son arrivée chez lui vers 18 h 30. Au téléphone avec son fils Mårten, qui est déjà en possession de tickets pour le Grand, il parle d'aller soit au Grand, soit au Spegeln (un autre cinéma du centre de Stockholm), mais rien n'est encore décidé. La décision de se rendre au Grand est finalement prise par les époux Palme aux environs de 20 h. Les enquêteurs chercheront à savoir si le lieu de travail de Lisbet Palme, le domicile des époux Palme ainsi que le téléphone étaient sur écoute mais ne trouveront aucun élément concret. Selon la police, il n'existe pas non plus d'élément permettant d'affirmer que les époux Palme ont été suivis entre leur domicile et le cinéma.

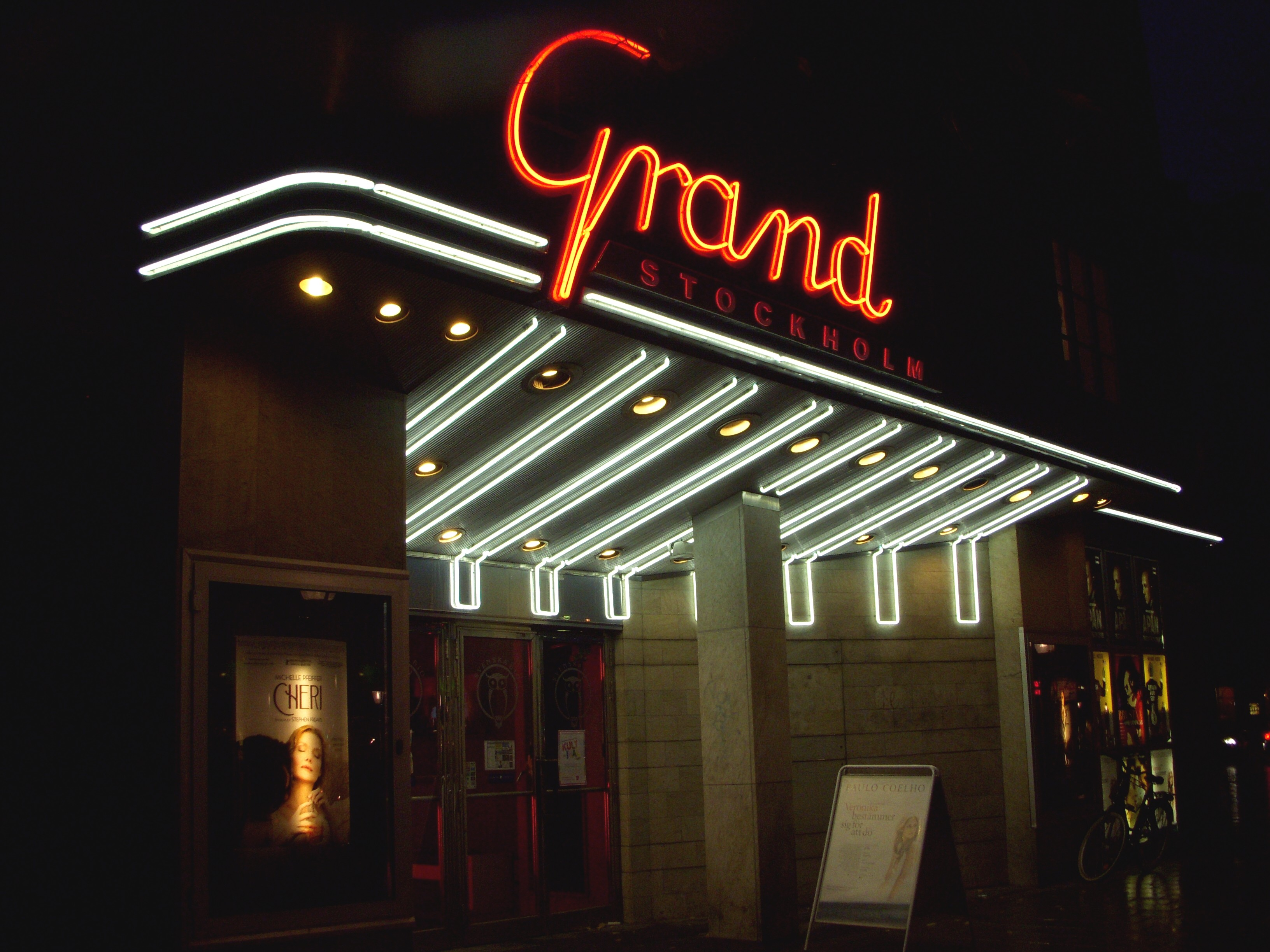
Le cinéma Grand, rue Sveavägen à Stockholm.

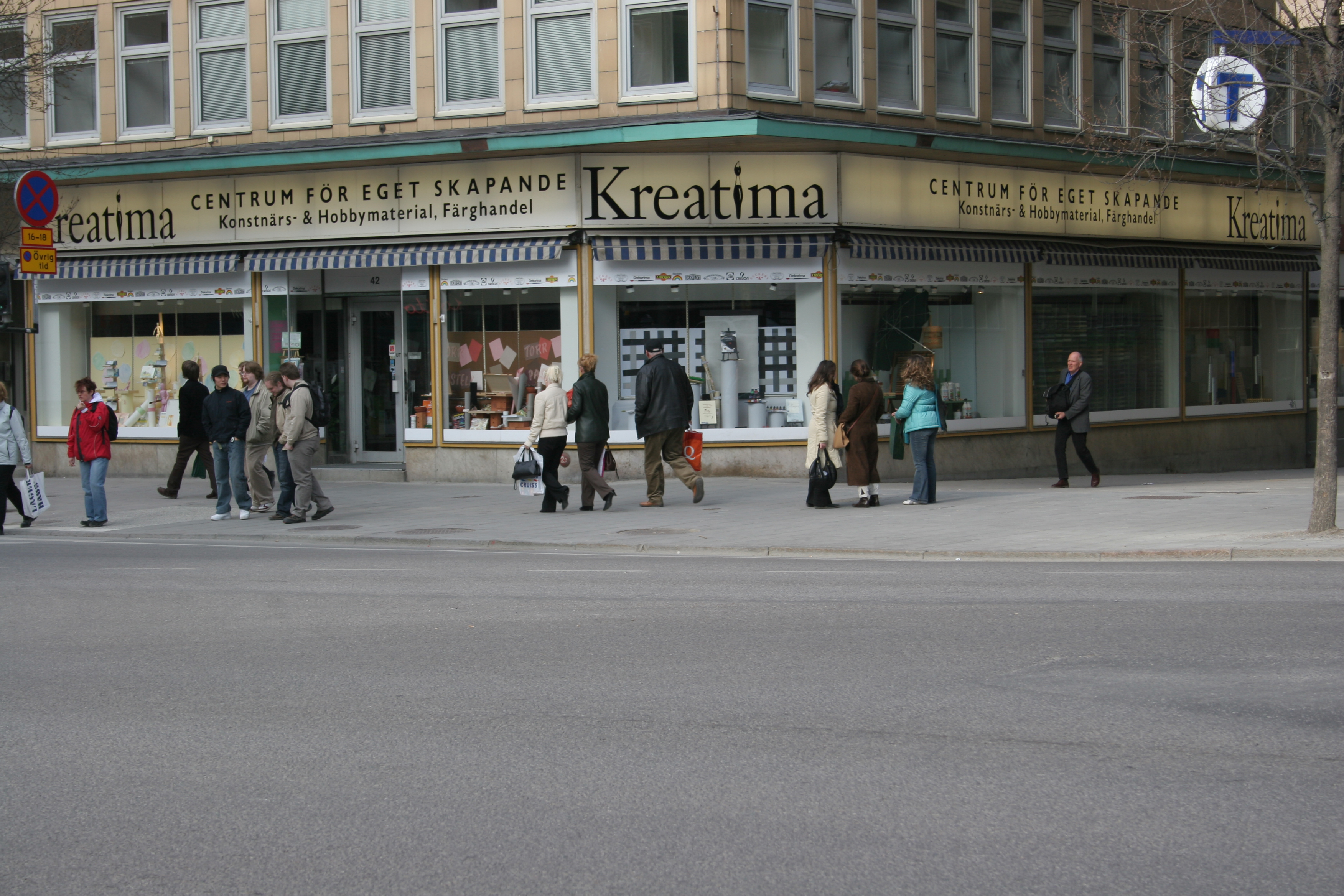
Carrefour Sveavägen-Tunnelgatan. Le meurtre a eu lieu à l'endroit où se tiennent les trois femmes, un peu à côté de l'enseigne du magasin Kreatima. À l'époque et jusqu'en 1995, le magasin s'appelait Dekorima.

Le vendredi 28 février 1986, Olof Palme rentre chez lui au numéro 31 de la rue Västerlånggatan dans la vieille ville de Stockholm à environ 18 h 30, après une journée de travail ordinaire. Il effectue quelques appels téléphoniques et dine avec son épouse. Peu après 20 h 30, le couple quitte son domicile et se rend à pied à la station de métro Gamla Stan. Ils prennent le métro jusqu'à la station Rådmansgatan et, de là, marchent jusqu'au cinéma Grand de la rue Sveavägen. Ils y rejoignent leur fils Mårten et sa petite amie. Il est alors un peu moins de 21 h 00. C'est Palme lui-même qui achète les tickets pour le film Bröderna Mozart de Suzanne Osten, dont la séance débute à 21 h 15.

### L'assassinat
Après la séance, tous les quatre s'attardent devant le cinéma jusqu'à 23 h 15. Palme reconnaît un dirigeant syndical et discute un moment avec lui. Après cela, la famille se sépare et le couple Palme marche vers le sud le long de la rue Sveavägen. À hauteur de la rue Adolf Fredriks Kyrkogata, ils traversent la rue Sveavägen et poursuivent sur le trottoir opposé. Alors qu'ils s'apprêtent à traverser la rue Tunnelgatan et se trouvent devant le magasin Dekorima, un homme surgit derrière Palme et lui tire une balle dans le dos à bout portant. Il est environ 23 h 21 min 30 s. Palme s'écroule sur le trottoir neigeux et meurt sur le coup. Une deuxième balle érafle Lisbet Palme dans le dos. Le meurtrier prend alors la fuite dans la rue Tunnelgatan et gravit les escaliers vers la rue Malmskillnadsgatan. Il traverse cette rue et poursuit le long de la rue David Bagares Gata. On perd alors sa trace.

### Réaction de la police
Dans les minutes qui suivent l'assassinat, la chronologie des événements peut dans certains cas être connue à la seconde près : les appels aux urgences sont enregistrés automatiquement et on y entend les annonces de l'horloge parlante. Pour les autres événements, il est possible de donner une estimation.
- 23 h 21 min 30 s. Deux coups de feu sont tirés sur les époux Palme.
- 23 h 22 min 20 s. Début de l'enregistrement d'un appel aux urgences. Un témoin oculaire qui se trouvait dans une voiture rue Sveavägen dit à l'opérateur qu'il y a eu « un meurtre rue Sveavägen ». L'appel est transféré à la police, mais après avoir attendu en vain une réponse de la police pendant une minute et demie, le témoin raccroche.
- 23 h 23 min 40 s. L'opératrice du central de la compagnie Järfälla Taxi appelle les urgences. Cette opératrice a auparavant reçu un appel d'un témoin qui est chauffeur de taxi, qui se trouvait sur les lieux du crime, et qui a demandé à son central de prévenir les urgences. L'opératrice a alors appelé directement le central de la police. Elle n'a pu cependant rien dire sinon que quelqu'un a été abattu au croisement des rues Sveavägen et Tunnelgatan. Il lui a été intimé de rappeler le chauffeur de taxi et de lui demander de rester sur place jusqu'à l'arrivée d'une patrouille, ce qu'elle a fait. Elle appelle ensuite à 23 h 23 min 40 s les urgences pour s'assurer qu'une ambulance est envoyée. Le dialogue se poursuit jusqu'à 23 h 24 min 20 s.
- 23 h 24 min 40 s. Un opérateur des urgences appelle le central de la police. Il entre en communication avec un opérateur radio et lui demande si le central de la police a connaissance d'une alerte au coup de feu rue Sveavägen. L'opérateur radio affirme que le central de la police n'a pas connaissance de cette alerte. Le dialogue se poursuit jusqu'à 23 h 25 min 10 s.

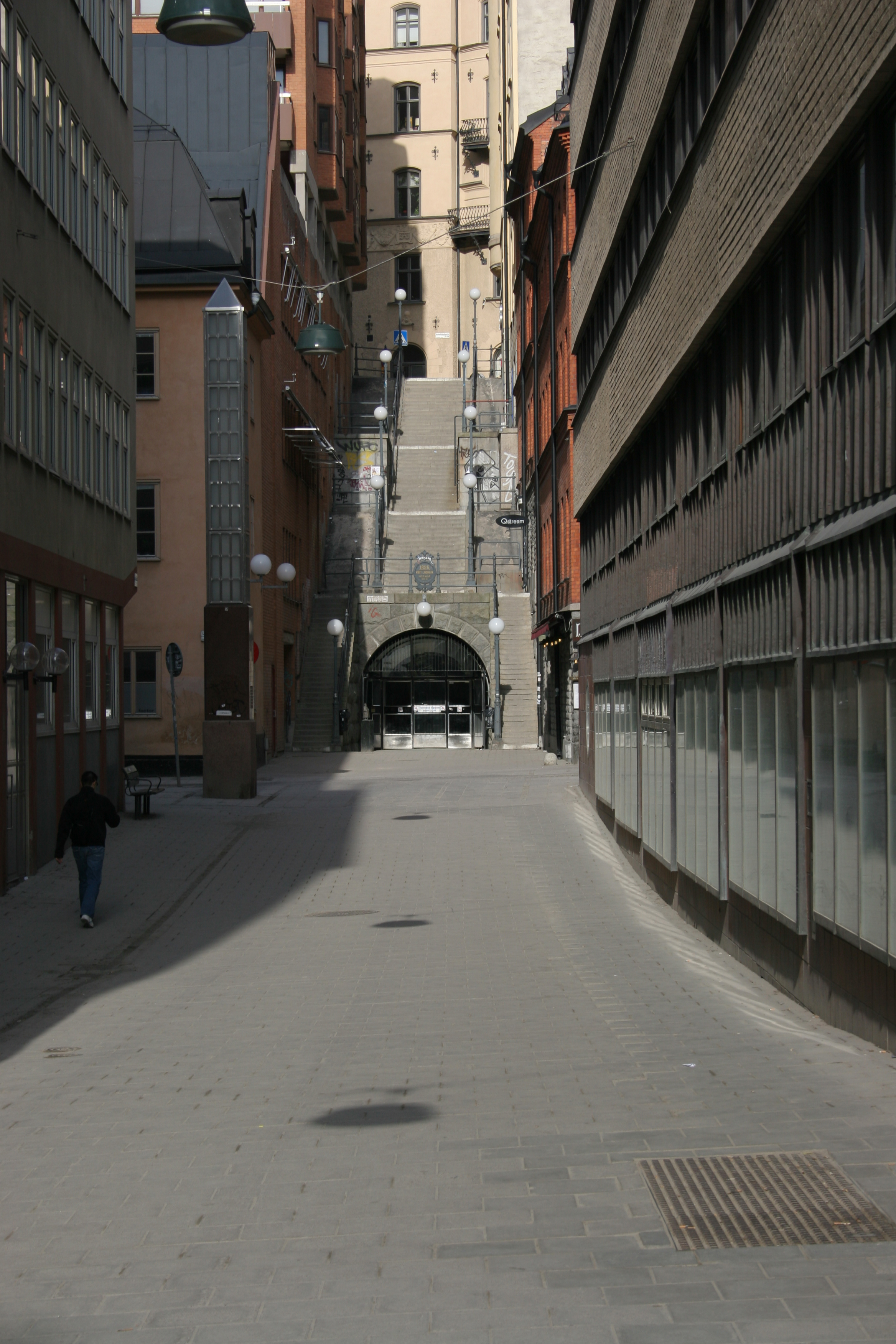
La rue Tunnelgatan, par laquelle le meurtrier s'est vraisemblablement enfui.

- À environ 23 h 24, une première patrouille de police (véhicule 2520) arrive sur les lieux. Un deuxième chauffeur de taxi de la compagnie Järfälla Taxi, qui a entendu le message d'alerte de son collègue, se trouvait rue Kungsgatan à environ 100 mètres de l'intersection des rues Kungsgatan et Sveavägen, et à proximité de la patrouille qu'il a informé des événements. La patrouille s'est rendu immédiatement sur les lieux du crime et a entendu pendant son trajet l'alerte du central de la police. Dans la voiture se trouve le commissaire Gösta Söderström qui prend le commandement des opérations sur les lieux du crime.
- 23 h 25 min 30 s est l'heure la plus tardive à laquelle la patrouille de police du quartier de Södermalm (véhicule 3230) serait arrivée sur les lieux, mais il est possible qu'elle arrive dès 23 h 23. Cette patrouille venait juste de passer rue Malmskillnadsgatan près des escaliers qui surplombent la rue Tunnelgatan lorsqu'elle entend le message d'alerte du central de la police. Elle arrive sur les lieux du crime un peu après la première patrouille (véhicule 2520), mais en fait pratiquement au même moment. Le commissaire Söderström ordonne à cette seconde patrouille de se lancer à la poursuite du meurtrier sans faire part d'un quelconque signalement.
- Entre 30 et 60 secondes après la patrouille de Södermalm (véhicule 3230), une ambulance de Sollentuna (banlieue nord de Stockholm) arrive sur les lieux du crime. Elle se trouvait par hasard dans les environs et n'était pas en service.
- 23 h 26 min 00 s. L'opérateur du central de la police rappelle les urgences et déclare que le central de la police a connaissance de l'alerte. Le dialogue se poursuit jusqu'à 23 h 26 min 20 s.
- Peu après, une patrouille de police du quartier de Norrmalm (véhicule 1230) arrive sur les lieux. Cette patrouille faisait le plein dans une station-service à proximité de la place Norra Bantorget lorsqu'elle a entendu l'alerte.
- Peu après, une ambulance arrive en provenance de l'hôpital de Sabbatsberg. Les ambulanciers qui en sortent viennent en aide à leurs collègues de la première ambulance.
- 23 h 28 min 00 s. Les ambulanciers informent les urgences que l'ambulance transportant Olof Palme a quitté les lieux du crime et se dirige vers l'hôpital de Sabbatsberg.
- 23 h 31 min 40 s. Les ambulanciers informent les urgences que l'ambulance est arrivée à l'hôpital de Sabbatsberg.

Il convient de signaler que la chronologie soumise par le commissaire Gösta Söderström et son chauffeur Ingvar Windén contredit la chronologie officielle pour ce qui est du message d'alerte du central de la police et de l'arrivée des policiers sur les lieux du crime. Selon eux, ces événements sont survenus six minutes plus tard que dans la chronologie officielle.
Gösta Söderström est lui-même convaincu que des policiers ont participé à l'assassinat en permettant entre autres la fuite du meurtrier. Si le message d'alerte du central de la police n'a été diffusé qu'à 23 h 29, alors la présence du véhicule de police 1520 quatre minutes plus tôt sur le chemin de fuite du meurtrier apparait comme particulièrement suspecte. Après avoir enquêté personnellement pendant plus de 10 ans, Gösta Söderström conclut qu'à 23 h 23 un premier message d'alerte a été diffusé par le central de la police mais avec une diffusion restreinte à « certains personnels », c'est-à-dire aux deux fourgonnettes de police 1230 et 3230, qui se trouvaient à proximité des lieux du crime au moment de l'assassinat. Gösta Söderström affirme avoir vu sur un listing du central de la police qu'effectivement seules ces deux fourgonnettes ont été appelées à 23 h 23.

## Réactions

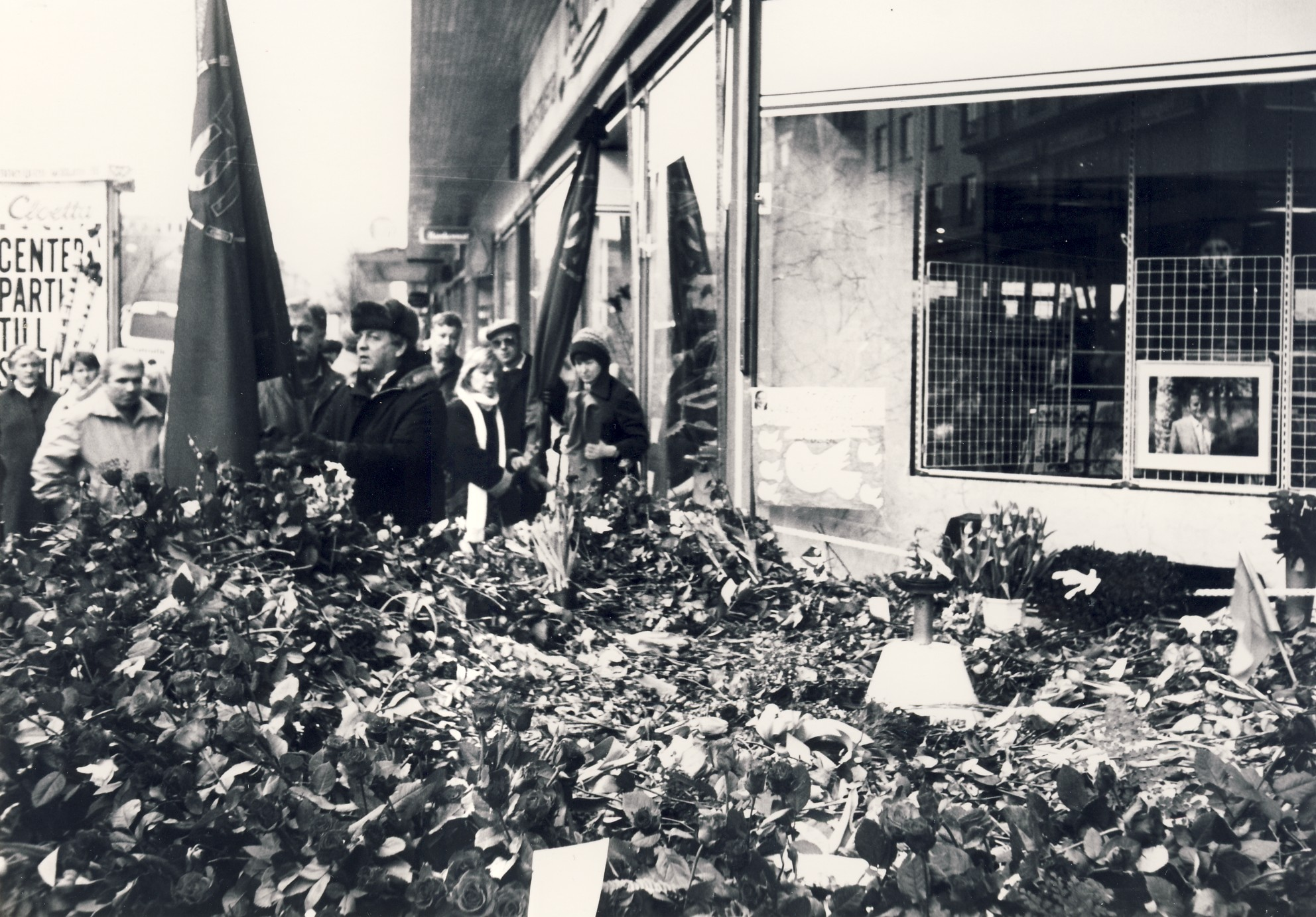
Gerbe de fleurs à la mémoire d'Olof Palme, le 3 mars 1986.

### Information des autorités
À 23 h 30, le commissaire Gösta Söderström informe le central de la police que la victime est le Premier ministre. Dix minutes plus tard un informateur anonyme appelle l'agence de presse TT et affirme que le premier ministre a été abattu dans la rue Sveavägen. Olof Palme est officiellement déclaré mort à 00 h 06 à l'hôpital de Sabbatsberg. À 00 h 20 l'agence de presse TT, qui a obtenu confirmation, envoie une dépêche spéciale annonçant la mort d'Olof Palme. Le vice-premier ministre Ingvar Carlsson est informé ; il arrive à 00 h 45 au siège du gouvernement à Stockholm. L'ensemble des forces de police suédoises est placé en état d'alerte à 02 h 05.

### Annonce dans les médias
En 1986, la radio nationale suédoise ne diffuse pas de journal d'information la nuit. Peu après 01 h 00 le 1er mars, la station nationale P3 entame la diffusion d'un programme musical sans animateur. À 01 h 10 ce programme est interrompu et le journaliste Jan Ström lit le communiqué suivant :
Le premier ministre Olof Palme est mort. Il a été mortellement blessé par balle ce soir dans le centre de Stockholm. Olof Palme a été abattu à l'intersection des rues Tunnelgatan et Sveavägen et est mort ultérieurement à l'hôpital de Sabbatsberg. Le gouvernement a été informé. Le ministre des finances Kjell-Olof Feldt et le vice-premier ministre Ingvar Carlsson ont été informés et tous deux ont confirmé la mort d'Olof Palme.
La police est à la recherche d'un homme âgé de 35 à 40 ans, aux cheveux foncés et portant un manteau de couleur sombre. La police est donc à la recherche du meurtrier et une importante chasse à l'homme est en cours à Stockholm. C'est le central de taxi de Stockholm qui a communiqué le signalement. D'après le central de la police, c'est un chauffeur de la compagnie Järfälla Taxi qui a constaté qu'une personne a été abattue. Ce chauffeur de taxi a alerté son central qui à son tour a alerté la police. Des forces de police ont été envoyées sur place. Olof Palme a été abattu à 23 heures 30, c'est-à-dire à 11 heures et demie, il y a une heure et demie.
Le gouvernement a eu… s'est réuni en conseil des ministres extraordinaire. C'est le vice-premier ministre Ingvar Carlsson qui dirige cette réunion. Son seul commentaire lors de son arrivée à Rosenbad ce soir a été de dire "c'est effroyable"… c'est ce qu'il a dit à l'agence de presse TT à son arrivée au siège du gouvernement. Olof Palme allait fêter son 59e anniversaire dans quelques mois. Il était premier secrétaire du parti social-démocrate depuis 1969 et a été premier ministre de 1969 à 1976 et depuis 1982.
Du fait de cet événement nous allons bien entendu modifier nos programmes cette nuit. Et la rédaction du matin reviendra bien entendu avec de nouvelles informations lorsque nous en aurons à notre disposition.
À 04 h 00, un journal télévisé spécial débute sur la chaîne nationale TV2. Le gouvernement suédois tient une conférence de presse à 05 h 15. À 08 h 00 la chaîne TV1 commence à son tour une édition spéciale consacrée à l'assassinat. Au cours des journées du samedi et dimanche, la télévision nationale suédoise suspend tous les programmes de divertissement. Il est également question d'annuler la célèbre course de ski de fond Vasaloppet, qui se tient traditionnellement le premier dimanche de mars, mais les responsables de la course décident finalement le maintien de la compétition.

### Réactions politiques
Dans la matinée du samedi, le roi Carl XVI Gustaf qui se trouvait à la montagne rentre à Stockholm. Le président du parlement Ingemund Bengtsson revient d'Espagne et Hans Holmér, préfet de police de la région de Stockholm arrive de Dalécarlie. Le président du parlement dissout le gouvernement mais demande aux ministres de rester en place pour gérer les affaires courantes. Lors d'une réunion à 09 h 00, la direction du parti social-démocrate choisit Ingvar Carlsson comme premier secrétaire par intérim. 

## L'enquête

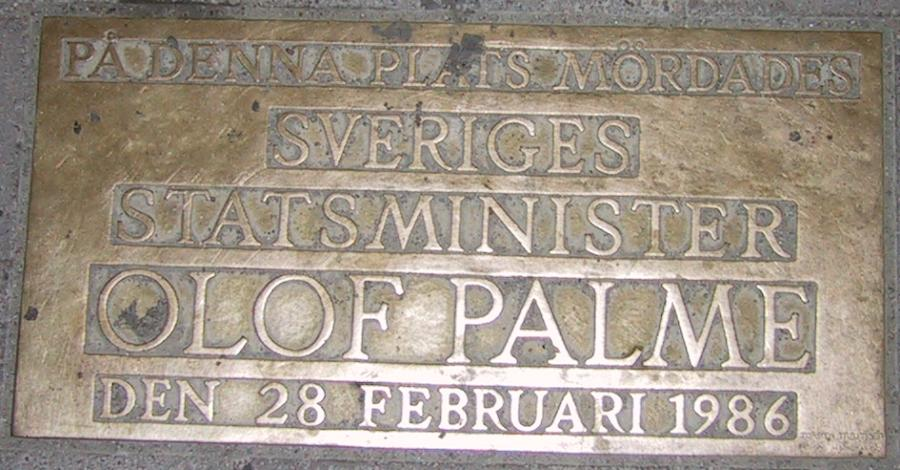
Plaque commémorative à l'intersection des rues Sveavägen et Olof Palmes Gata. On peut y lire « à cet endroit fut assassiné le premier ministre suédois Olof Palme le 28 février 1986 ».

L'enquête criminelle sur l'assassinat d'Olof Palme est la plus importante et la plus chère jamais conduite en Suède. En 2011, le directeur d'enquête Stig Edqvist déclare que « le coût de l'enquête a atteint il y a déjà quelques années un demi-milliard (de couronnes suédoises) ». En 2011, les enquêteurs reçoivent encore trois appels par jour et l'ensemble du dossier occupe un total de 3600 classeurs. Environ 130 personnes ont à ce jour avoué être les auteurs du meurtre avant d'être blanchies par les enquêteurs. L'enquête criminelle est par ailleurs l'une des plus importantes au monde.
Une récompense allant jusqu'à 50 millions de couronnes suédoises est toujours promise pour toute information conduisant à l'arrestation du meurtrier.
L'enquête est dirigée par :
- Hans Holmér, préfet de police, de 1986 à 1987
- Ulf Karlsson, directeur de département, en 1987
- Hans Ölvebro, commissaire de police, de 1988 à 1997
- Stig Edqvist, commissaire de police, depuis 1997

En 1996 l'enquête avait déjà coûté plus de 500 millions de couronnes suédoises.
Au total près de cent trente individus ont avoué le meurtre d'Olof Palme.

### Recherche de l'arme du crime
Les seuls indices que le meurtrier laisse derrière lui sont deux balles de type 357 magnum Winchester-Western. Ces deux balles correspondent aux fragments de plomb que l'on retrouve sur les habits des époux Palme. L'arme de loin la plus commune pour ce type de munition est le Smith & Wesson 357 et des efforts considérables sont effectués pour retrouver cette arme.
Au cours de l'enquête, la police teste 500 revolvers 357 magnum. L'enquête se concentre particulièrement sur la recherche des 10 revolvers de ce type qui étaient déclarés volés au moment du meurtre. Les enquêteurs retrouvent l'ensemble de ces 10 revolvers à l'exception d'un seul, volé en 1977 au réalisateur Arne Sucksdorff. Un autre des 10 revolvers, volé en 1983 à un particulier, est recherché pendant presque 20 ans avant d'être enfin retrouvé en 2006, mais dans un état tel qu'il n'est pas possible aux enquêteurs de déterminer s'il s'agit de l'arme du crime,.

### Profil de l'assassin
En réunissant les informations fournies par les différents témoins, les enquêteurs parviennent à la conclusion que le meurtre a été commis par un homme mesurant entre 1,75 mètre et 1,90 mètre, vêtu d'une veste ou d'un manteau de couleur sombre, dont les mouvements sont décrits par certains témoins comme maladroits, saccadés, nerveux et par d'autres comme agiles, et âgé de 30 à 50 ans. Aucun entretien formel n'est organisé avec Lisbet Palme pour recueillir un signalement du meurtrier, et les informations qu'elle fournira viendront par vagues successives.
Le profil du meurtrier qui commence à être élaboré en 1993 et qui est finalement rendu public en 1994 propose quatre scénarios hypothétiques pour le soir du crime, mais conclut dans tous les cas que le meurtre a été commis par un homme agissant seul qui a rencontré Palme au cinéma Grand. Le meurtrier est, selon ce profil, un homme souffrant de troubles de la personnalité qui a agi par haine de Palme. Il a vraisemblablement eu des difficultés relationnelles toute sa vie, en particulier avec l'autorité sous toutes ses formes. Il est introverti, seul, et il souffre de troubles de la personnalité, mais n'est pas psychotique. Sa condition est intimement liée au fait qu'il a échoué dans la vie. Ses échecs le rendent dépressif et cette dépression en s'aggravant se transforme en paranoïa. Lorsqu'une telle personne commence à manifester un comportement criminel, c'est généralement entre 35 et 45 ans.
Ce profil du meurtrier reçoit de nombreuses critiques au cours des ans, en particulier parce qu'il tend à conforter l'hypothèse d'un homme ayant agi seul aux dépens de toute autre hypothèse. 
Une analyse critique du profil, présentée en 1996 par deux experts de la cour des comptes, affirme que ce profil semble avoir « été très influencé par la thèse selon laquelle Christer Pettersson est le meurtrier »,. On a également mis en doute la pertinence même d'élaborer un profil, dans la mesure où les profils sont réalisés généralement pour les meurtriers récidivistes, par exemple les tueurs en série, pour lesquels il est possible de dégager des similitudes entre les différents meurtres. Dans son rapport final publié en 1999, la commission d'évaluation de l'enquête sur l'assassinat du premier ministre Olof Palme estime néanmoins que l'important est la quantité d'information disponible et non pas le nombre de crimes commis.

### Les portraits-robots
Avec l'aide d'un appareil emprunté à l'office fédéral de la police criminelle de Wiesbaden (RFA), les enquêteurs établissent un portrait-robot du meurtrier avec l'aide d'un témoin. Entre 23h30 et 23h40 le soir du meurtre, le témoin en question est « pratiquement entré en collision » avec un homme rue Smala Gränd devant le restaurant Alexandra. Apercevant le témoin, l'homme aurait eu l'air effrayé, se serait retourné et aurait pressé le pas. Arrivé rue Snickarbacken, il aurait tourné à droite vers la rue Birger Jarlsgatan. Ce portrait-robot est publié le 6 mars 1986, et en retour les enquêteurs reçoivent quantité de témoignages, entre 7 000 et 8 000. 
En 1986 et 1987, les enquêteurs obtiennent six témoignages au sujet d'un individu habitant à proximité des lieux du crime. Cet individu qui souffre de troubles mentaux a développé une fascination pour Olof Palme. Il se décrit lui-même comme « le prince héritier de Palme » ou « le bras droit de Palme ». Lors d'une confrontation, le témoin de la rue Smala Gränd identifie cet individu comme étant le plus ressemblant à l'homme qu'il a rencontré le soir du meurtre. L'individu indique aux enquêteurs qu'il se trouvait le soir du meurtre dans un établissement nocturne entre 21h00 et 02h00 du matin. Il n'est pas en mesure de fournir un alibi. Il n'y a cependant jamais eu d'élément à charge suffisant pour croire que cet individu est le meurtrier.
Un deuxième portrait-robot est publié le 24 mars 1986. Ce portrait est basé sur des informations fournies par un témoin qui aurait vu un homme suivre Olof Palme place Sergels Torg le 27 février 1986. Aujourd'hui, l'opinion des enquêteurs est que ce témoin aurait volontairement fourni des informations inexactes — c'est-à-dire que l'homme qui suivait Olof Palme n'a jamais existé

## Suspects officiels

### Christer Petterson
Christer Pettersson, un marginal né en 1947 qui a été condamné pour meurtre en 1974, est entendu pour la première fois le 28 mai 1986 sur son emploi du temps le soir du meurtre. L'homme, qui souffre de toxicomanie et d'alcoolisme, est soupçonné d'avoir été présent à Stockholm au moment du crime. À partir d'octobre 1988, la police commence à s'intéresser particulièrement à lui, et à partir du 16 novembre 1988, son téléphone est placé sur écoute. Le 14 décembre 1988 il est entendu une nouvelle fois et à cette occasion, il est identifié par Lisbet Palme comme étant le meurtrier au cours d'une confrontation. Pettersson est mis en examen et écroué. Une instruction est ouverte par le parquet de Stockholm le 29 mai 1989.
Dès le début de l'instruction, Pettersson affirme s'être rendu le soir du meurtre dans une salle de jeu de la rue Oxtorgsgränd dans le voisinage de la rue Sveavägen dont il serait sorti aux environs de 22h30. Il aurait alors pris le train à 22h45 ou 23h15 pour rentrer chez lui à Rotebro (dans la banlieue nord de Stockholm). S'étant endormi à bord du train, il ne se serait réveillé qu'une fois arrivé à Märsta (terminus de la ligne). Il aurait alors pris un train dans le sens opposé pour revenir sur Rotebro. Il serait rentré chez lui juste avant minuit, ce qui selon lui peut être confirmé par un ami qui se trouvait dans son appartement à son retour. Lors de son interrogatoire, cet ami affirme que Pettersson est vraisemblablement rentré chez lui entre 00h15 et 01h00, mais il indique également que, ce soir-là, Pettersson est sorti de chez lui à une heure qui ne lui aurait pas permis de voir les époux Palme se rendre au cinéma Grand. Les contradictions dans ces témoignages sont peut-être dues à ce que les interrogatoires se sont déroulés plusieurs années après les faits.
Dans un premier temps, Lisbeth Palme avait affirmé ne pas se souvenir du visage de l'assassin. Elle revient néanmoins sur sa position après une confrontation vidéo avec Christer Pettersson, qu'elle identifie formellement. Cependant ce témoignage ne suffit par à lui seul à prouver sa culpabilité. En outre, Pettersson a été désigné par un témoin comme se trouvant devant le cinéma Grand vers 23h00 le soir du meurtre. Pettersson lui-même a affirmé qu'il se trouvait à proximité de la scène de crime le soir du meurtre, ce qui est confirmé par l'enquête policière. N'ayant pas d'alibi, Pettersson avait dans un premier temps demandé à des connaissances de lui en fournir un, ce qui renforce encore les suspicions à son encontre. Enfin, le meurtrier a été décrit par certains témoins comme ayant une démarche saccadée, caractéristique que l'on retrouve chez Pettersson. Il faut néanmoins noter que d'autres témoins ont décrit l'assassin comme agile.
Il est incertain que Pettersson avait un mobile pour tuer Olof Palme. Quelques témoins ont bien entendu Pettersson exprimer son mécontentement envers les autorités mais seulement en des termes vagues. Lors du procès, Pettersson exprime au contraire son admiration pour Olof Palme qu'il qualifie de « seul homme d'état suédois ». Par ailleurs, Pettersson souffrait de claudication et buvait énormément, alors que selon Lisbeth Palme le meurtrier s'était enfui avec agilité. Les policiers, dans leurs dépositions, tentent de démontrer que Pettersson avait la connaissance et l'expérience requises pour faire usage d'une arme à feu, et qu'il était en mesure de se procurer une telle arme, par exemple au sein de la salle de jeu qu'il avait l'habitude de fréquenter dans le voisinage du lieu de l'assassinat. Il n'est toutefois pas démontré au cours de l'audience que Pettersson avait à sa disposition une arme au moment où Olof Palme a été assassiné. La cour d'appel estimera elle aussi qu'aucun élément ne confirme que Pettersson avait accès à une arme le soir du 28 février 1986.
Christer Pettersson décède le 29 septembre 2004 des suites d'une fracture crânienne consécutive à une chute qui aurait été provoquée par une crise d'épilepsie.
Le 18 octobre 2018, l'épouse d'Olof Palme et témoin direct de l'assassinat, Lisbeth Palme, souffrant d'une maladie, meurt à l'âge de 87 ans. Elle affirmera jusqu'à sa mort que Christer Petterson était l'assassin de son mari.

### Victor Gunnarsson
Dès le lendemain du meurtre, les enquêteurs reçoivent le témoignage d'une femme qui raconte qu'elle se trouvait la veille au café Mon Chéri, rue Kungsgatan, et qu'elle y aurait conversé avec un homme qui aurait exprimé sa haine d'Olof Palme. L'homme lui aurait laissé une carte de visite au nom de Vic G ainsi qu'un numéro de téléphone. D'autre témoins se font connaître avec des informations sur les propos hostiles à Palme du même homme, et affirment que cet homme possèderait une arme correspondant à l'arme recherchée par les enquêteurs dans le cadre de l'assassinat.
Le 8 mars 1986, un certain Victor Gunnarsson est interrogé, puis est relâché le soir même. Le 12 mars, il est à nouveau interrogé et il lui est signifié qu'il est soupçonné pour complicité dans l'assassinat d'Olof Palme. Il est mis en garde à vue le soir même. Lors d'une perquisition à son domicile sont saisis des écrits hostiles à Palme ainsi que la parka qu'il portait le soir du meurtre. Lors de l'examen de cette parka par la police scientifique, on retrouve des traces provenant d'une arme à feu, mais qui ne correspondent pas à l'arme recherchée dans le cadre de l'enquête.
Lors de son interrogatoire, Gunnarsson affirme s'être rendu au café Mon Chéri et y avoir discuté avec trois femmes. Après le départ de ces trois femmes, il se serait entretenu avec deux jeunes. Par la suite, il serait allé au cinéma Rigoletto pour y voir un film puis au restaurant McDonald's de la rue Kungsgatan. Les deux jeunes ont été entendus par les enquêteurs et ont affirmé que Gunnarsson était sorti du café entre 23h00 et 23h30. D'autres témoins l'ont vu au McDonald's.
Aucun des témoins du meurtre ne peut avec certitude identifier Gunnarsson et la description des vêtements du meurtrier fournie par Lisbet Palme ne correspond pas aux vêtements que portait Gunnarson.
Gunnarsson est écroué le 17 mars 1986 et remis en liberté le 11 avril 1986. Il fait cependant l'objet d'écoutes téléphoniques entre mai 1987 et juin 1987, entre août 1987 et novembre 1987 et en janvier 1988. Après le procès de Christer Pettersson, l'enquête sur Gunnarsson est abandonnée.
Le portrait de Gunnarsson dressé par les enquêteurs est celui d'une personne extravertie, ayant grandi à Jämjö (dans le sud de la Suède), qui a beaucoup voyagé et qui a vécu d'emplois occasionnels. Il déteste Palme, aime les armes, est intéressé par la politique et les débats de société, et est un sympathisant de mouvements extrémistes, notamment du parti EAP, connu pour ses positions de haine viscérale envers Palme. Gunnarsson a déclaré à des témoins avoir combattu aux côtés des Américains pendant la guerre du Viêt Nam (ce qui est absurde compte tenu de son âge), avoir été formé par le FBI et la CIA et avoir été agent de la CIA. Après vérification, il ressort cependant qu'il a été objecteur de conscience. Son entourage le décrit comme « non violent », « influençable », « rêveur », « affabulateur » et comme « vivant dans son propre monde ».
L'inspecteur Börje Wingren, qui a conduit l'interrogatoire de Gunnarsson, publie en 1993 un livre écrit en collaboration avec le journaliste Anders Leopold. Wingren estime que Gunnarsson est le meurtrier tandis que Leopold suggère que selon toute probabilité Gunnarsson faisait partie d'un complot piloté entre autres par la CIA. Gunnarsson aurait été présent sur les lieux du crime lorsque Palme a été abattu mais ne serait pas l'assassin. Le plan aurait donc été de faire de Gunnarsson un bouc émissaire.
En janvier 1994, Gunnarsson est retrouvé mort en Caroline du Nord (États-Unis). Pour ce meurtre dont le mobile serait la jalousie, un ancien policier a été condamné, bien qu'il ait toujours clamé son innocence.

### Stig Engström: «l'homme de Skandia»

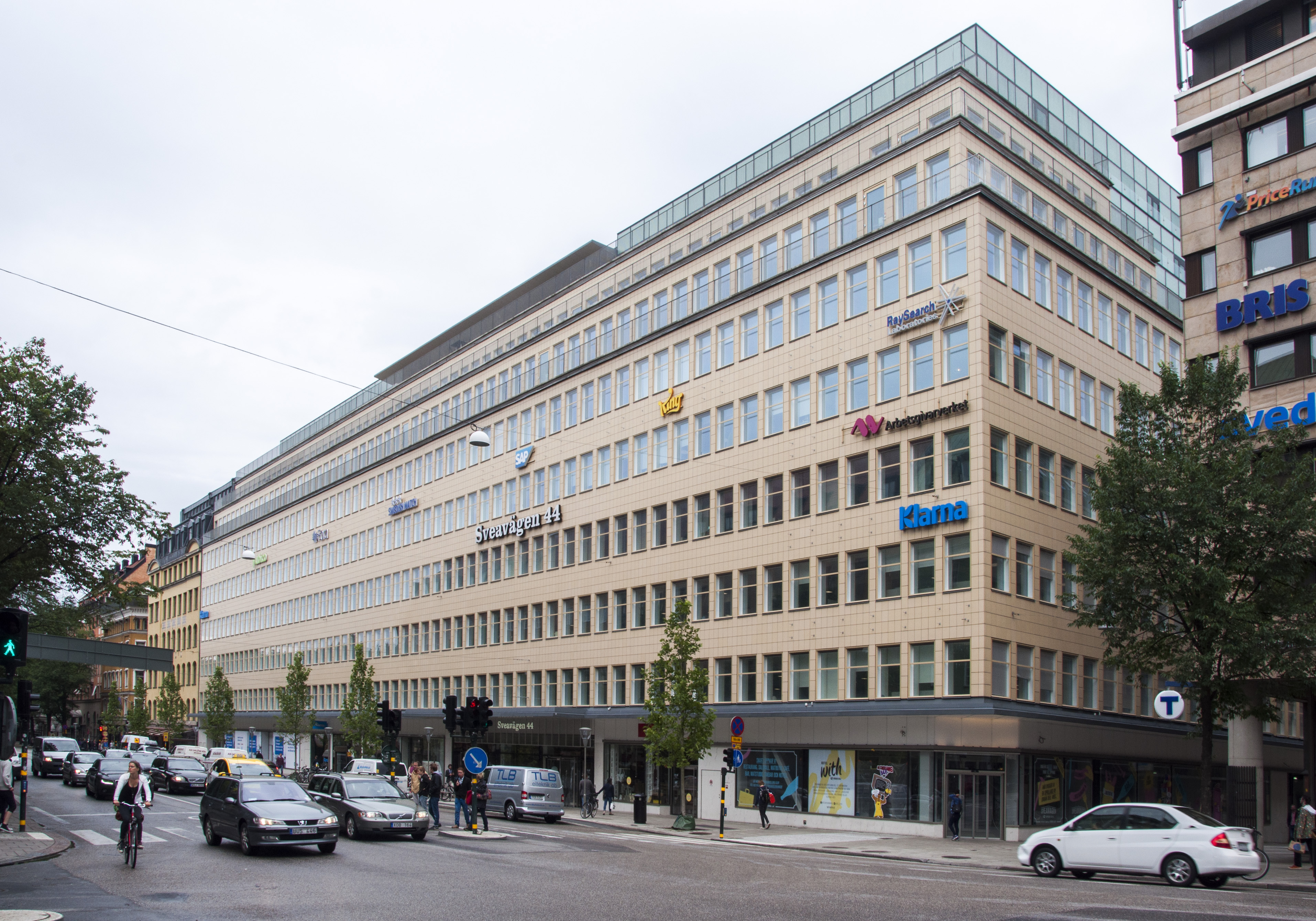
Bâtiment Skandia sur Sveavägen.

En 2018, le journaliste et enquêteur Thomas Petterson publie une série d'articles dans le magazine suédois Filter et plus tard un livre, Den osannolika mördaren (L'assassin improbable), basé sur une enquête de longue date sur le meurtre de Palme. Les conclusions de Petterson sont également couvertes ailleurs dans les médias suédois, par exemple par Expressen et Aftonbladet. La théorie de «l'homme de Skandia» avait déjà été suggérée en 2016 par Lars Larsson dans son livre Nationens fiende (littéralement, « L'ennemi de la nation »), mais l'attention n'avait été que limitée à l'époque.
La théorie de Petterson est que Palme a été abattu par Stig Engström, un individu auparavant connu sous le surnom de « l'homme de Skandia » (« Skandiamannen »). L'employeur d'Engström, la compagnie d'assurance Skandia, a son siège social situé non loin de la scène du meurtre. L'homme avait mené une brève carrière politique au niveau local et se montrait très critique d'Olof Palme en privé. Il présentait un profil mégalomaniaque, estimant qu'il avait raté sa vie et aurait dû accomplir de grandes choses. Engström s'est suicidé le 26 juin 2000 à l'âge de 66 ans à Täby, dans la banlieue de Stockholm.  
À l'époque du crime, Engström s'était présenté comme le premier témoin oculaire arrivé sur les lieux du meurtre. Il avait également été brièvement interrogé par la police comme possible suspect, mais la piste avait été abandonnée par la suite. Petterson émet l'hypothèse qu'Engström était tombé sur Palme dans la rue et l'avait abattu, peut-être sans préméditation. Ce serait donc un meurtre et non un assassinat.  
Plusieurs preuves sur la scène de crime prouveraient qu'Engström est l'assassin. D'autres témoins ont en effet donné une description du tueur en fuite correspondant à Engström, certains très étroitement. Personne ne se rappelle la présence d'Engström après les coups de feu alors qu'Engström lui-même a affirmé avoir été présent depuis le début, avoir parlé à Mme Palme et à la police, et avoir participé à des tentatives de réanimation de la victime. Cependant, les seules personnes qu'Engström a pu identifier comme ayant été présentes sur les lieux étaient celles susceptibles d'avoir été rencontrées par le tueur dans sa fuite. De plus, les déplacements connus d'Engström au cours de la soirée, au sujet desquels il a fourni de fausses informations lorsqu'il a été interrogé, indiquent qu'il avait eu l'occasion de retrouver Palme au cinéma plus tôt dans la soirée et plus tard de le suivre jusqu'à la scène du crime.
Peu après le meurtre, Engström a commencé une série d'apparitions dans les médias dans lesquelles il a développé un récit de plus en plus détaillé de son implication dans les événements et a critiqué la police. Il a affirmé avoir couru derrière la police pour rattraper le meurtrier et que les autres témoins l'avaient confondu avec le tueur en fuite. En raison de ses versions changeantes, la police a considéré Engström comme témoin peu fiable et incohérent et l'a rapidement classé comme personne sans intérêt. Petterson imagine que les apparitions d'Engström dans les médias étaient une tactique opportuniste, et finalement réussie, conçue pour induire les enquêteurs en erreur. Engström aurait souhaité attirer plus tard l'attention en se présentant comme un témoin important négligé par la police.
Bien que la théorie de Petterson repose sur des preuves indirectes, il estime que la culpabilité d'Engström pourrait être établie en traçant et en examinant l'arme du crime. Selon le journaliste, le revolver appartenait probablement à une connaissance d'Engström, un collectionneur passionné d'armes à feu.

## Clôture de l'enquête officielle
Le 10 juin 2020, le parquet suédois, par le biais du procureur Krister Petersson et tout en notant le manque de preuves matérielles, présente Stig Engström, « l'homme de Skandia », comme l'auteur de l'assassinat et clos l'enquête. Engström étant décédé, il ne peut être poursuivi. L'enquête peut toutefois être rouverte en cas de nouveaux éléments. Le même jour, le Premier ministre, Stefan Löfven, 28 ans au moment des faits, déclare que « les coups de feu tirés sur Sveavägen dans la nuit de février 1986 ont depuis lors été une sorte de crise, une blessure, un mystère non résolu. Pour un pays, l'assassinat d'un Premier ministre est un traumatisme national. J'espère que cette blessure peut maintenant guérir. Dans un état de droit, ce n'est pas le gouvernement qui annonce un verdict ou le lieu pour le gouvernement de juger les conclusions des procureurs. Mais en tant qu'être humain, et en tant que chef du même parti qu'Olof Palme, je peux dire que c'est une journée pleine d'émotions ».

## Les autres pistes

### Implication de la police
Une hypothèse veut que plusieurs membres de la police de Stockholm auraient joué un rôle dans l'assassinat ou du moins auraient participé au sabotage travail d'enquête a posteriori. Il n'existe pas à proprement parler une piste unique pouvant être qualifiée de « piste policière », mais plutôt un faisceau de témoignages concernant les agissements suspects de certains policiers avant, pendant, ou après le meurtre,.
Le soir du meurtre, plusieurs témoignages mentionnent des hommes portant des talkies-walkies sur le trajet des époux Palme à leur sortie du cinéma Grand. Par ailleurs, un délai intentionnel au niveau du central de la police de Stockholm ainsi que la passivité de certaines patrouilles de police auraient permis au meurtrier de s'enfuir.
De l'enquête, il ressort uniquement qu'il y avait, au sein de la police de Stockholm, des individus aux opinions d'extrême droite et présentant un intérêt inhabituel pour les armes à feu, mais rien qui n'accrédite une quelconque participation à l'assassinat de Palme. Le rapport de la commission d'évaluation sur l'enquête, qui contient une étude approfondie sur plusieurs policiers ayant participé à l'enquête, déplore néanmoins que la « piste policière » n'ait pas été prise au sérieux et qu'il n'ait donc pas été possible de lever les soupçons de manière convaincante, et considère que cette piste aurait dû être poursuivie de façon plus approfondie pour contrer la défiance envers les enquêteurs qui s'est développée parmi les experts indépendants et les critiques.
Des documents précédemment classés confidentiels et passés dans le domaine public pendant l'été 2010 montrent que des policiers ont mis en cause certains de leurs collègues en affirmant qu'ils savaient qui avait tué Palme. Les collègues en question étaient signalés comme sympathisants d'extrême droite et faisaient partie de la brigade du quartier de Norrmalm. Le témoignage d'un chauffeur de taxi, qui a déclaré avoir reconnu un des policiers suspectés sur les lieux du crime 4 à 5 minutes avant l'assassinat, a également été mis au jour,. Ces documents renforcent les soupçons, déjà répandus parmi les experts indépendants, qui pèsent sur un supposé groupe de policiers d'extrême droite, liés à la brigade de Norrmalm. Certains membres avaient des liens avec un club de tir et avec la « Basebolliga » (« Ligue de baseball » — un groupe de policiers à la dérive), et ont même été soupçonnés de liens avec la piste des services secrets sud-africains.
Le film du réalisateur Kjell Sundvall I lagens namn (« Au nom de la loi »), inspiré librement de l'affaire de la « Basebolliga », et qui sort fin 1986, aurait contribué à créer un climat de suspicion envers la police.
Ces dernières années, une variante de la piste policière a été mise en avant par, entre autres, le criminologue Leif GW Persson. Par ailleurs, Göran Lambertz, membre de la Cour suprême et ancien chancelier de justice, a critiqué le fait que la piste policière n'ait pas fait l'objet d'une enquête alors même qu'une commission d'évaluation a estimé que cela était nécessaire.

### La piste du PKK
Dès la semaine qui suit l'assassinat, les enquêteurs s'intéressent à l'organisation kurde du Parti des Travailleurs du Kurdistan (PKK). En effet, en 1984 et 1985, d'anciens membres du PKK avaient été assassinés à Uppsala et à Stockholm, et le PKK avait été mêlé à des crimes violents à travers toute l'Europe. Le gouvernement suédois ayant qualifié le PKK d'organisation terroriste et assigné ses membres à résidence, on considère que l'organisation avait un mobile pour s'attaquer aux intérêts suédois et se trouvait en capacité d'assassiner Olof Palme. Le point faible de cette piste demeure qu'il n'a jamais été possible d'identifier un quelconque membre du PKK rue Sveavägen au moment du meurtre. 
Au printemps 1986, un certain nombre de Kurdes sont entendus concernant les meurtres d'anciens membres du PKK en 1984 et 1985. Durant l'automne et l'hiver 1986-1987, la police prépare une rafle de plus grande envergure, dans le cadre d'une opération dirigée par Hans Holmér baptisée Opération Alpha. L'idée est qu'une opération d'envergure sèmera la confusion et incitera les personnes appréhendées à dire ce qu'elles savent de la participation du PKK dans l'assassinat de Palme. Au cours de la rafle menée le 20 janvier 1987, 22 personnes sont interrogées et 3 sont mises en garde à vue pendant une semaine. L'enquête policière ne fait cependant aucun progrès et l'opération est dénoncée comme une chasse aux sorcières dans l'opinion. Holmér est contraint de démissionner quelques semaines plus tard de ses fonctions de directeur d'enquête. Quelques mois plus tard, il démissionne également de son poste de préfet de police.
Dans le prolongement de cette piste éclate l'affaire Ebbe Carlsson. La ministre de la justice Anna-Greta Leijon est contrainte à la démission après qu'il a été révélé qu'elle avait, dans une missive, demandé à l'éditeur Ebbe Carlsson de mener une enquête à titre privé à l'encontre du PKK. De hauts responsables de la police dont Hans Holmér et Per-Göran Näss sont condamnés pour avoir conduit des écoutes illégales, et Carlsson et quelques policiers sont condamnés pour avoir importé illégalement du matériel d'écoute.

### La piste de la Guerre froide
Les enquêteurs suédois se sont intéressés à une possible implication de la CIA, l'agence de renseignement américaine. La raison est que les positions internationales d'Olof Palme, qui prônait une zone dénucléarisée en Europe du Nord, contrariaient les projets des États-Unis en pleine Guerre froide. Une extension de cette théorie implique le réseau Gladio, structure clandestine qui agissait au cœur des pays de l'OTAN et tentait d'entraver toute action soupçonnée d'être procommuniste. Le réseau aurait alors décidé d'éliminer Olof Palme, jugé trop favorable à l'URSS, en recrutant des sympathisants d'extrême droite au sein de la police suédoise.
L'implication de l'URSS à travers le KGB a également été également envisagée car le Premier ministre avait critiqué les intrusions de sous-marins soviétiques dans les eaux suédoises.

### La piste sud-africaine
L'implication des services secrets sud-africains dans l'assassinat de Palme est jugée crédible en raison de son combat mondialement reconnu contre le régime d'apartheid alors en place. Une série d'accusations et de contre-accusations de personnes ayant collaboré avec les services secrets sud-africains laisse planer le doute car les déclarations sont contradictoires, de seconde main, et la crédibilité des protagonistes est sujette à caution. Néanmoins le procureur général a démontré que l'agent sud-africain Craig Williamson se trouvait à Stockholm au moment de l'assassinat. Eugene de Kock, officier sous le régime d'apartheid condamné pour crimes contre l'humanité, a lui-même mentionné la possibilité d'une implication de l'Afrique du Sud. 
L'auteur de la série de romans policiers à succès Millenium, Stieg Larsson, a enquêté sur le meurtre d'Olof Palme de 1986 jusqu'à sa mort en 2004. En 1987 il avait remis une note à la police les mettant sur la piste d'un certain Bertil Weddin, depuis exilé à Chypre. Selon la théorie de Larsson, Olof Palme aurait été assassiné sur ordre de l'Afrique du Sud avec le soutien d'éléments d'extrême droite dans la police de Stockholm. Cependant, en 1988, la police avait écarté son hypothèse au profit de celle d'un tueur isolé. 

### Les Oustachis
Pendant quelque temps, les enquêteurs s'intéressent aux Oustachis, un mouvement d'extrême droite croate actif ayant collaboré avec l'Allemagne nazie et passé dans la clandestinité après la guerre. Miro Barešić, un ancien membre des Oustachis, avait en 1971 assassiné l'ambassadeur de Yougoslavie à Stockholm, devenant à cette occasion le premier terroriste international qu'ait connu la Suède. Après l'assassinat de son mari, Lisbet Palme déclare aux enquêteurs qu'elle soupçonne le groupe terroriste Oustachi. Olof Palme avait en effet en 1982 promis de gracier Miro Barešić. Au sein de la Säpo (service de la sûreté suédoise), certains s'étaient opposés à une libération, car l'on craignait que les Oustachis ne se lancent dans une campagne nationale de terreur. Palme aurait donc été assassiné pour ne pas avoir gracié Barešić.

### L'extrême droite suédoise
En février 2014 le quotidien Svenska Dagbladet interroge la compagne du militant de droite Alf Enerström, opposant acharné d'Olof Palme, qui avait été suspecté à l'époque et a, depuis, été interné dans un hôpital psychiatrique pour comportement violent. Cette femme affirme qu'Alf « est sorti en disant qu'il allait mettre de l'argent dans le parcmètre. J'ai pensé que c'était étrange car le stationnement était gratuit le vendredi soir et le week-end. Il est ensuite rentré tard. » 

### L'affaire Bofors
Le groupe d'armements suédois Bofors aurait versé plus de 40 millions de dollars à différentes personnalités indiennes, issues du ministère de la Défense, ainsi qu'au Premier ministre indien, Rajiv Gandhi pour obtenir un marché de livraison d'obusiers d'un montant de 1,4 milliard de dollars. Informé de cette corruption après la signature du contrat, Olof Palme voulut rendre le scandale public, ce qui aurait porté gravement préjudice au groupe Bofors et créé une crise diplomatique majeure avec l'Inde.

### L'affaire Eva Rausing et la thèse du trafic d'armes
L'affaire Olof Palme a rebondi de façon étonnante en juillet 2012 lors de la découverte du corps d'Eva Rausing, une riche héritière suédoise exilée à Londres, à son domicile de Belgravia. L'autopsie a révélé qu'elle serait morte d'une overdose mais, quelques semaines avant sa mort, elle avait contacté un écrivain suédois en prétendant lui révéler l'identité du commanditaire de la mort d'Olof Palme. 
Les liens entre la famille d'Eva Rausing et l'industrie de l'armement on conduit à imaginer l'implication de marchands d'armes dans la mort du Premier ministre. Il existe en effet en Suède un vaste consortium formé d'industriels spécialisés dans la vente d'armes. Ce groupe a notamment vendu illégalement des armes à l'Iran au cours de la guerre Iran-Irak, en dépit de l'embargo international sur la vente d'armes vers ces deux pays. Or pendant son mandat, Olof Palme avait fait voter une série de lois limitant le commerce des armes : toute exportation d'armes vers des pays en guerre était interdite. Olof Palme en outre avait été mandaté par l'ONU comme médiateur entre l'Iran et l'Irak. Il devait donc posséder des éléments sur ce trafic et aurait risqué de divulguer les agissement du groupement industriel.

## Impact de l'assassinat
Le chef du gouvernement étant décédé, le gouvernement suédois remet sa démission au roi dans la foulée. C'est le Vice-Premier ministre Ingvar Carlsson qui prend la tête du Parti Social-Démocrate et succède à Olof Palme.
L'assassinat d'Olof Palme est encore aujourd'hui considéré comme un traumatisme national en Suède. Le pays n'avait en effet pas connu d'assassinat politique depuis deux siècles. Selon une formule populaire, la Suède aurait « perdu son innocence » à la suite de cet événement. Ce sentiment est renforcé à la suite de l'assassinat de la ministre Anna Lindh le 10 septembre 2003 à Stockholm. Par ailleurs, les ratés de l'enquête et sa clôture en 2020 sans conclusions formelles ont été une grande source de frustration de le pays.
Selon la loi précédemment en vigueur, le crime aurait dû être prescrit vingt-cinq ans après les faits, à savoir en 2011. À la suite d'un amendement promulgué en janvier 2010, l'assassinat d'Olof Palme, de même que les autres crimes non élucidés considérés comme particulièrement graves, ne peuvent plus bénéficier d'une prescription.

## L'assassinat dans la culture populaire

### Dans la fiction
Le roman La Manipulation Yggdrasil écrit par Gérard de Villiers, sorti en 1997 et portant le numéro 129 de la série SAS, évoque une enquête réalisée en 1997 par le héros, Malko Linge, afin de déterminer si la CIA ou l'OTAN étaient les commanditaires de l'assassinat d'Olof Palme.
Kjell Sundvall a réalisé un film en 1998, Sista kontraktet (en), qui traite de l'assassinat de Palme et prétend qu'une conspiration est derrière ce meurtre.
Leif G. W. Persson décrit dans son livre Mellan sommarens längtan och vinterns köld (paru en 2002) un meurtre qui rappelle dans son ensemble celui de Palme. Dans son roman Comme dans un rêve, il décrit la réouverture de l'enquête relative à l'assassinat d'Olof Palme.
Dans le journal fictif Bert och bacillerna (paru en 1997), écrit par Anders Jacobsson et Sören Olsson, Bert et sa classe sont désagréables avec le remplaçant, Håkan Kelnius, qu'ils appellent aussi le Terroriste. Bert écrit dans son journal qu'il croit que Håkan Kelnius a tué Palme
Dans le troisième volet de la saga Millénium de Stieg Larsson, l'assassinat d’Olof Palme est évoqué par un des personnages, membre de la Säpo, la police de sécurité suédoise. Larsson a mené jusqu'à sa mort une enquête parallèle sur cette affaire.
La série L'improbable Assassin d'Olof Palme (en anglais The Unlikely Murderer) sortie en 2021 sur Netflix retrace l'assassinat ainsi que l'enquête policière. Il s'agit d'une adaptation du livre de Thomas Pettersson. La série a cependant été critiquée car elle établit comme certaine la culpabilité de Stig Engström.

### Dans la chanson
Dans l'album Eliten på Grafiten de Roger Sjöstrom, la chanson Törnrosa traite de l'assassinat de Palme et de la piste policière.
Le groupe de rap Looptroop Rockers (en), dans leur morceau « Jag sköt Palme » (« J'ai tué Palme »), chante « Det var jag som sköt Palme och satte Christer i klistret » (« C'est moi qui ai tué Palme et ai mis Christer en difficulté »).

### Autres
Pierre Desproges a consacré l'une des Chroniques de la haine ordinaire, « la démocratie », à l'assassinat d'Olof Palme,.

## Audiographie
- Rendez-vous avec X, « L'affaire Olof Palme », sur France Inter, 3 novembre 2012